# Madison County (film)
Madison County è un film del 2011 diretto da Eric England.
Pellicola horror prodotta negli Stati Uniti, sceneggiata dallo stesso regista England.

## Trama
Una donna dai capelli biondi e quasi completamente nuda si risveglia nel retro di un furgoncino. Cerca di scappare, ma l'uomo che guida il veicolo la colpisce con una pala e la fa riaddormentare. Un uomo anziano, osserva la scena, ma non sembra per niente sconvolto.
Un gruppo di cinque ragazzi (James, Will, Kyle, Brookie e Jenna) decidono di passare il fine settimana a Madison County per intervistare lo scrittore David Randall, per un libro che sembra narrare le gesta di un assassino realmente esistito. Fermandosi per alcuni secondo per il mal d'auto di Kyle, i ragazzi vengono avvicinati da un misterioso uomo che consiglia loro una strada alternativa per arrivare più presto alla loro destinazione. Quando i ragazzi accostano per la notte, Jenna scopre che il ragazzo di ieri li stava osservando per poi andarsene con la macchina. Ripartiti per continuare il viaggio, il gruppo non intraprende la strada consigliata dall'uomo misterioso. Fermandosi nel bel mezzo della strada per fare i loro bisogni, Kyle accusa Will di aver fotografato sua sorella Brookie, ma la ragazza ammetterà di essersi fidanzata con lui.
Arrivati a Madison County, i ragazzi vengono fissati continuamente dagli abitanti che non amano molti i turisti. James viene avvertito dalla commessa Erma della partenza di David e rivela che la sua storia riguardante l'assassino Damine è frutto di fantasie. Will ha un discorso con un abitante del posto, che sembra essere strano come tutti gli altri suoi concittadini. James non si arrende e si dirige a casa di Daniel Randall ma la trova abbandonata. Kyle decide quindi di tornare da Erma per chiedere altre informazioni, ma la donna non sa rispondere alle sue domande. Recandosi nel cimitero, il ragazzo incontra un uomo misterioso, che è in cerca di una ragazza, e non potendo aiutarlo si allontana da lui. Leggendo la trama del libro di David, i ragazzi rimasti dentro l'abitazione dello scrittore scoprono che Damien era un bambino come tutti gli altri, fino a quando la madre non sposò un uomo che sfigurò il ragazzo, facendo diventare per questo la gente paranoica. Cercando per la struttura, giunge tra le mani del gruppo una foto destinata a David Erna, il padre e Damien. James, preoccupato per Kyle, abbandona gli amici per andare da lui.
Kyle, mentre osserva due ragazze del luogo fare il bagno, viene ucciso da un uomo con la maschera da maiale, che arriva poi a casa dello scrittore, dove uccide Will. James ha uno scontro verbale con Erna, che si scopre la vera madre dell'autore del libro. Uscito dal locale, il ragazzo viene avvicinato dall'uomo che gli ha consigliato la scorciatoia, che è in realtà David Randall. Si scopre che in realtà è tutto un complotto: David stordisce James e lo porta dall'uomo che Kyle ha incontrato al cimitero, perché è un alleato di Damien che sarebbe l'uomo dalla faccia da porco, che ha rapito sua figlia, Kristen, la ragazza dell'inizio della storia. Dopo l'omicidio di Jenna, Damien ferisce David e riesce finalmente a ucciderlo. James e Kristen riescono a sconfiggere l'assassino e a scappare via.
Brookie, rimasta da sola, fa ritorno al bar di Erma, dove si dispera davanti a tutti. La ragazza viene però ingannata e uccisa dalla commessa del bar, anch'essa un'alleata di Damien.